# Porreres
Porreres (spanisch: Porreras) ist eine Gemeinde auf der Baleareninsel Mallorca mit 5.888 Einwohnern (Stand: 2024). Im gleichnamigen Ort lebten im Jahr 2008 4699 Einwohner. Im Jahr 2006 betrug der Ausländeranteil der Gemeinde 17,1 % (831), der Anteil deutscher Einwohner 2,7 % (129). Porreres liegt im Inselinnern und ist etwa gleich weit von Llucmajor, Campos und Felanitx entfernt. Hauptwirtschaftsfaktor ist der Wein- und Aprikosenanbau.
Porreres grenzt an die Gemeinden Llucmajor, Montuïri, Sant Joan, Vilafranca, Felanitx und Campos.

## Name
Der Name Porreres wird vom Nachnamen des Kreuzritter Guillem de Porrera aus der Comarca Priorat abgeleitet. Dieser soll an der Vertreibung der Mauren aus Mallorca beteiligt gewesen sein.

## Geschichte

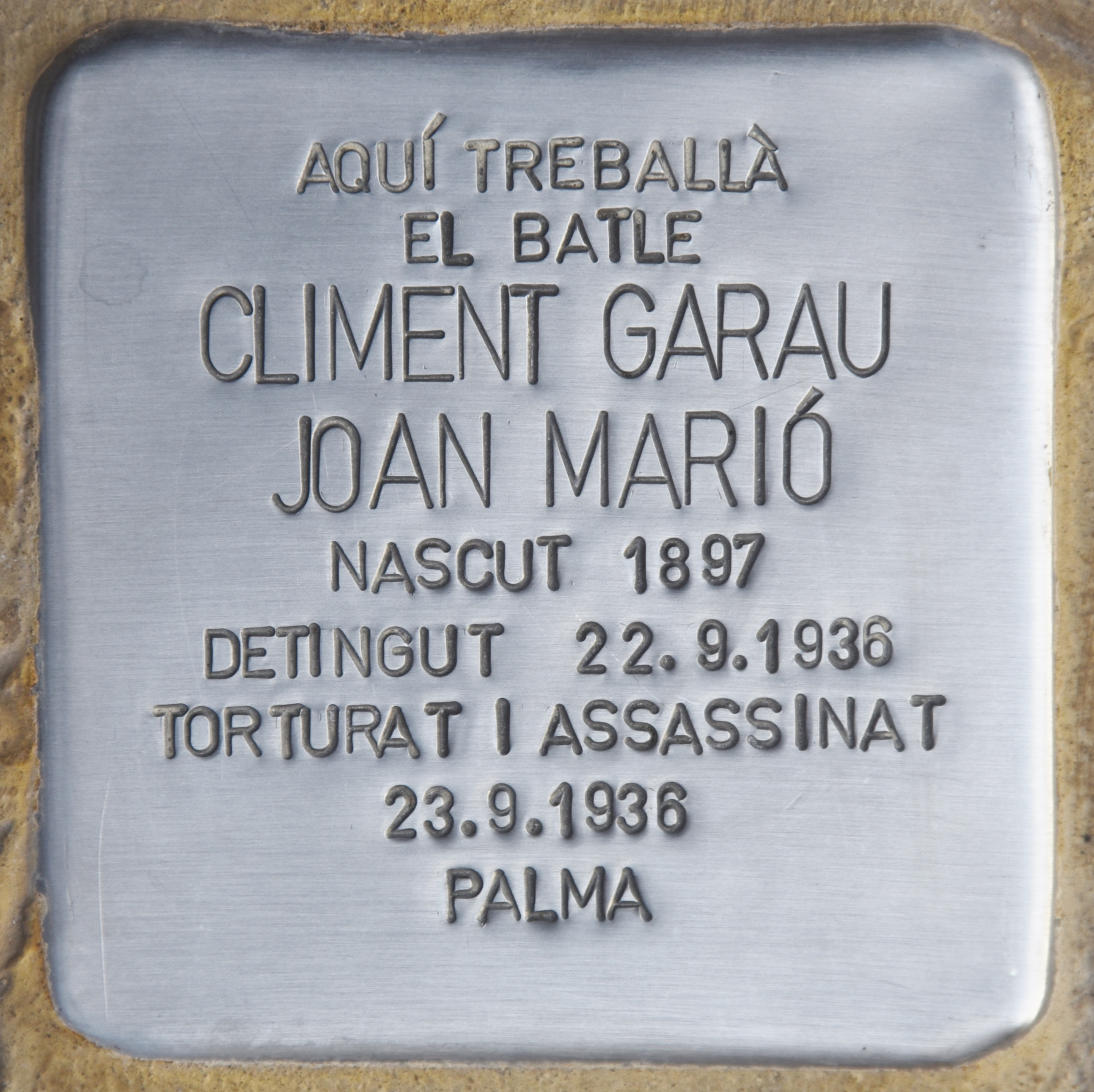
Erinnerungsstein für den 1936 hingerichteten Bürgermeister von Porreres

Die Gegend um Porreres ist seit der Bronzezeit besiedelt.
Während der Revolution von 1868 wurde auch das Archiv der Stadt angegriffen; dabei verbrannten wichtige Dokumente, in denen etwa 600 Jahre der Geschichte von Porreres aufgezeichnet waren.
Während des Spanischen Bürgerkrieges wurden auf Mallorca vor allem in Manacor, Palma und Porreres Anhänger der Republik hingerichtet, darunter der letzte republikanische Bürgermeister Porreres’, Climent Garau. 2016 wurde auf dem Friedhof ein Massengrab mit den Überresten von 71 Personen gefunden, die in der Nähe erschossen wurden. 14 von ihnen konnten identifiziert werden. Am Ort der Hinrichtungen befindet sich ein Denkmal.

## Wirtschaft
Porreres wirtschaftlicher Schwerpunkt liegt in der Landwirtschaft. Es ist ein wichtiges Anbauzentrum von Aprikosen auf Mallorca. Die Früchte werden halbiert und getrocknet.

## Sehenswürdigkeiten
- Església de Nostra Senyora de la Consolació, Pfarrkirche aus dem 17./18. Jahrhundert
- Iglesia de Sant Felip Neri
- Iglesia de l’Hospitalet
- Heiligtum und ehemalige Schule Santuari de Monti-Sión, um 1500
- Ermita de la Santa Creu
- Museo municipal de arte contemporáneo (Museum für zeitgenössische Kunst), Calle Agustí Font
- Racó de la memoria (Gedenkstätte an der Rückseite des Oratoriums von Santa Creu)

## Persönlichkeiten
- Joan Llaneras Roselló (* 17. Mai 1969 in Porreres), Radrennfahrer.
- Bartomeu Meliá (* 1932 in Porreres), Jesuit, Linguist und Anthropologe.
- Bernardo de Mora (1614–1684), Bildhauer.